# Things Are Really Great Here, Sort Of...
Things Are Really Great Here, Sort Of… è l'ottavo album in studio solista del cantautore statunitense Andrew Bird. È stato pubblicato il 3 giugno 2014 tramite Wegawam Music Co.
L'album è una raccolta di cover di The Handsome Family, una band americana che Bird conosce personalmente e professionalmente, avendo fatto tournée e collaborato. Le cover precedenti delle loro canzoni includono una versione precedente di "Do not Be Scared", su Weather Systems, "Giant of Illinois", dall'album Dark Was the Night, "When the Helicopter Comes", di Hands of Glory, e " Tin Foiled, "su Fingerlings 3. Bird è andato in tournée con il duo marito e moglie nel 2013.
L'album ha ricevuto un punteggio su metacritic di 76 basato su 12 recensioni, indicando recensioni generalmente favorevoli.
L'album ha debuttato al numero 12 nella classifica degli album folk di Billboard, vendendo circa 2 000 copie nella prima settimana. Ha venduto 13 000 copie negli Stati Uniti a partire da marzo 2016.

## Tracce
1. Cathedral In the Dell – 3:59 – (inizialmente intitolato Cathedrals, dall'EP Invisible Hands)
2. Tin Foiled – 3:26 (Milk e Scissors)
3. Giant of Illinois – 3:31 (Through the Trees)
4. So Much Wine, Merry Christmas – 3:31 (In the Air)
5. My Sister's Tiny Hands – 3:44 (Through the Trees)
6. The Sad Milkman – 3:29 (In the Air)
7. Don't Be Scared – 3:21 (Down in the Valley)
8. Frogs Singing – 2:44 (Wilderness)
9. Drunk By Noon – 3:02 (Milk e Scissors)
10. Far From Any Road (Be My Hand) – 4:47 (Singing Bones)